# Voltumna
Voltumna reprezintă un zeu htonic în mitologia etruscă. Mai târziu devine zeul suprem în panteonul etrusc.
Era considerat zeu al schimbărilor și al anotimpurilor.
Unii oameni de știință consideră că centrul credinței etruscilor în Voltumna era la Fanum Voltumnae, localizat în apropiere de actualul oraș Bolsena, din Italia, nu departe de localitatea etruscă Volsinii, cucerită de romani. 
Zeul Voltumna a fost preluat de mitologia romană ca zeul Vertumnus.